# Лемон Вали (Невада)
Лемон Вали (енгл. Lemmon Valley) насељено је место без административног статуса у америчкој савезној држави Невада.

## Демографија
По попису из 2010. године број становника је 5.040.
| Група             | 2000.    | 2010.         |
| Белци             | 0 (0,0%) | 4.063 (80,6%) |
| Афроамериканци    | 0 (0,0%) | 18 (0,4%)     |
| Азијати           | 0 (0,0%) | 38 (0,8%)     |
| Хиспаноамериканци | 0 (0,0%) | 704 (14,0%)   |
| Укупно            | 0        | 5.040         |